# Pierre-Cyrille Lavaud
Pierre-Cyrille Lavaud, francoski general, * 1884, † 1973.